# برت کلیمو
برت کلیمو (انگلیسی: Brett Climo؛ زادهٔ ۲۶ سپتامبر ۱۹۶۴) یک هنرپیشه اهل استرالیا است.
وی بازیگر فیلم‌هایی همچون رودخانه برفی، مأموران مخفی پلیس و پرستاران بوده است.